# Église Saint-Charles de Monte-Carlo
L’église Saint-Charles (monégasque : ge̍ija de San Carlu) est une église paroissiale monégasque située en plein centre de Monte-Carlo. Le prince de Monaco Charles III l'a fait construire à la fin du XIXe siècle à l’emplacement de l’ancienne chapelle Saint-Laurent.

## Histoire

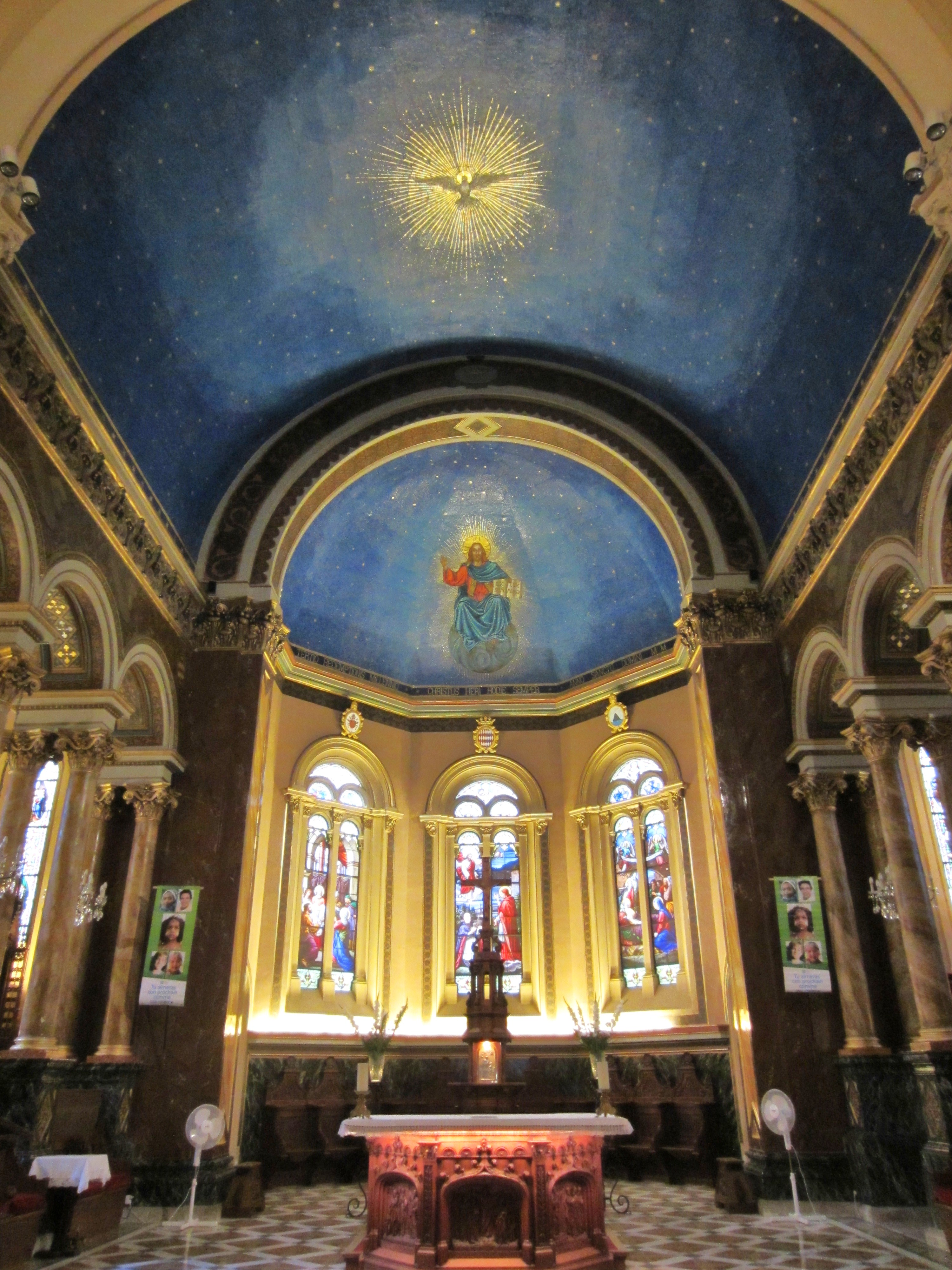
L'autel de l'église Saint-Charles.

Logo de la Paroisse Saint-Charles.

La première pierre est posée le 9 novembre 1879 par Mgr Charles Theuret. Les travaux entrepris en 1880 furent rapidement menés sous la direction de Charles Lernormand, l'architecte à qui l’on doit également la cathédrale Notre-Dame-Immaculée de Monaco et la basilique Notre-Dame de Nice.
L’inauguration a lieu le 26 mars 1883. L’église est érigée en paroisse le 15 mars 1887 et consacrée le 9 novembre 1912 par Mgr Arnal du Curel.
La paroisse est à la charge de la congrégation des clercs réguliers de la Mère de Dieu jusqu'en 1950, date à laquelle elle est confiée aux pères Oblats de Saint-François de Sales. Les oblats quittent la paroisse en 2024 après 74 ans de présence. 
Depuis le 1er septembre 2024, la paroisse est confiée aux frères dominicains de la Province de Toulouse qui assurent également la célébration de la liturgie des heures : Laudes, vêpres, complies.

## Description
L’église est en forme de croix latine, est une reconstitution du style de la Renaissance française. La façade est surmontée d’un clocher avec campanile s’élevant à trente mètres de hauteur. Les deux statues du porche d’entrée, sculptées par Cordier, représentent saint Charles Borromée et saint Laurent.
À l’intérieur, la lumière entre par dix-neuf vitraux dont chacun est une œuvre d’art.

### Orgues
Les grandes orgues étaient autrefois l’œuvre de Joseph Merklin, inaugurées le 25 mars 1884. Le buffet est un chef-d’œuvre de sculpture. Les boiseries en noyer avaient été commandées par le prince Honoré II pour l’église Saint-Nicolas du Rocher où elles furent placées en 1639. En 1640 sont installées les portes du buffet avec au-dehors la peinture de l'Annonciation et au revers celle de saint Honoré et de saint Jean-Baptiste, œuvres de Bernardin Mimault, d’Aix-en-Provance (ces tableaux sont aujourd'hui conservés à la cathédrale). L’artiste auteur des sculptures, remarquable échantillon du style espagnol au XVIIe siècle s'appelait Oltrucchino. Après la démolition de l’église Saint-Nicolas pour la construction de la cathédrale, une partie de ces sculptures est utilisée pour constituer le buffet des grandes orgues de Saint-Charles. Un nouvel instrument, inauguré le 26 janvier 1979, a conservé l’ancien buffet avec une nouvelle distribution des tuyaux en façade et une composition entièrement nouvelle.

## Source
- « L’église paroissiale Saint-Charles » dans La cathédrale de Monaco, éditions du Signe, 1997, p. 23-24.  (ISBN 2-87718-518-4).